# 黄宾虹
黄宾虹（1865年1月27日—1955年3月25日），名质，字朴存、朴人，别号予向、虹庐、虹叟，中年更号宾虹，以号著称，祖籍安徽歙县西乡潭渡村，生于浙江金华，中国近代山水画画家。

## 生平
光绪13年（1887），黄宾虹应好友歙县程午坡（程夔）之邀赴扬州，被其父两淮盐运使程桓生留用任两淮盐运使司录事，办理来往文书。在扬州期间，常至收藏家家中观赏书画，购得300多幅名人书画。不久辞职归里。
早年拥护辛亥革命，后在上海、北京、杭州等地美术院校任教，并担任书局编辑多年。任商务印书馆美术部主任，上海博物馆董事、故宫古物鉴定委员，国立暨南大学艺术系教授，杭州国立艺专教授，国立北平师范学院讲师等职。1949年后，任中国美术家协会华东分会副主席，中央美术学院华东分院教授。山水画受李流芳、程邃、程正揆等影响较深，兼法宋、元，屡经变革，自成一家。能诗文、书法，兼长金石文字、篆刻等艺术。对于画论与画史均有研究，见解精辟。
1929年與葉譽虎、鄭曼青等，創辦中國文藝學院，同年並與于右任、陳樹人、謝公展、徐悲鴻、鄭午昌、鄭曼青、張善子、張大千等創「寒之友社」，弘揚書畫。
1932年於四川南寧美專任教，而後又返任上海市博物館董事、故宮博物院鑑定委員等職。
1955年3月25日病逝，葬于杭州南山公墓。现在杭州栖霞岭下设有黄宾虹纪念馆，在金华建有黄宾虹艺术馆和黄宾虹公园。

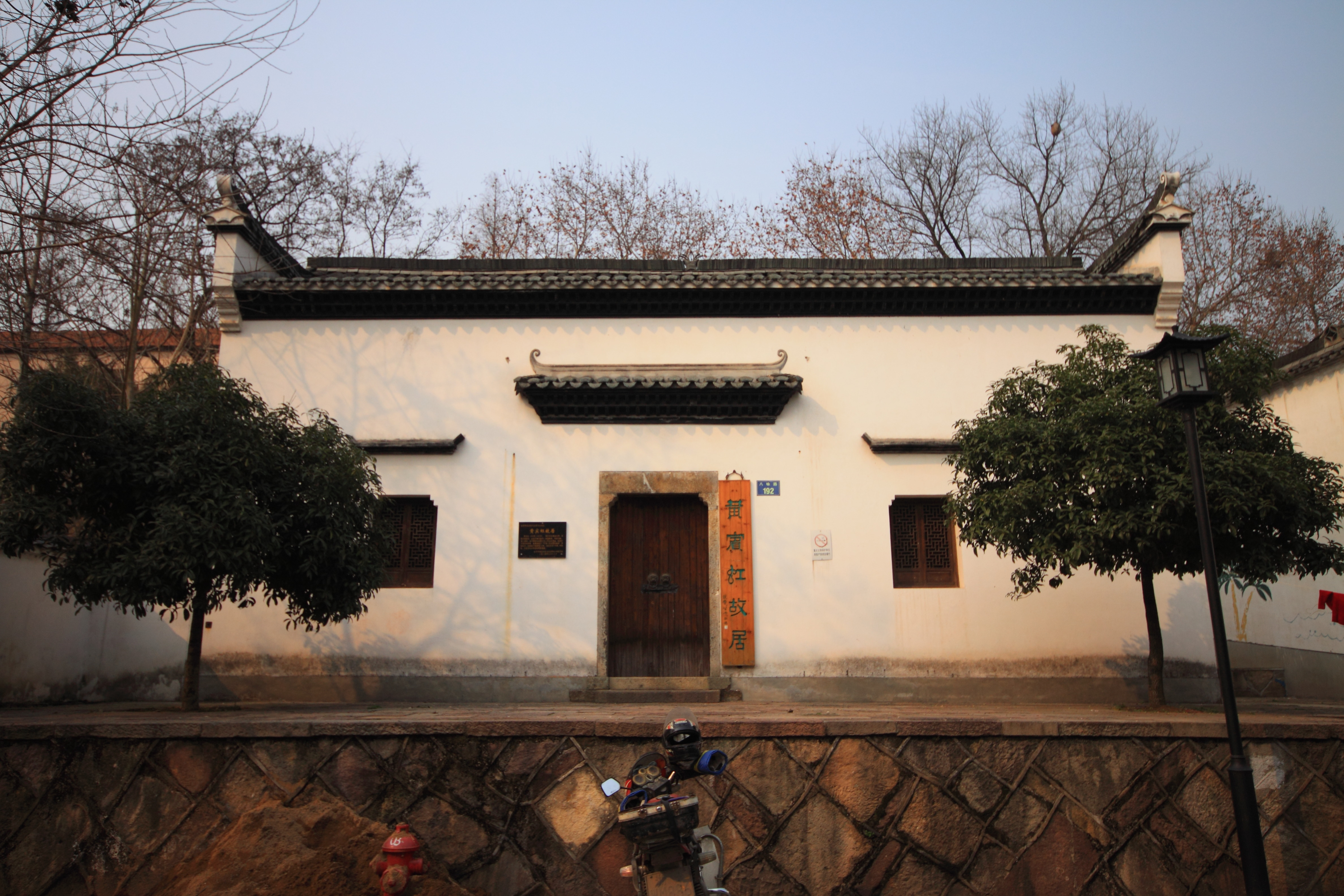
浙江省金华市黄宾虹故居

## 藝術成就
呂壽琨曾評其︰賓虹之山石，是求密而不求疏，頓破中國山水畫自元季以後日趨疏簡，而重光山樵與宋畫之精華。並以中峰「寫」色，盡洗有清一代有染無渲之浮滑。自此以後，中國近代山水畫中之第一流大師，如李可染、錢松喦、賀天健等，莫不深受其影響。

## 著作
著有《黄山画家源流考》、《虹庐画谈》、《古画微》、《中国画学史大纲》、《宾虹草堂藏印》等，编有《黄宾虹画语录》，并与邓实合编《美术丛书》。

## 代表性画作

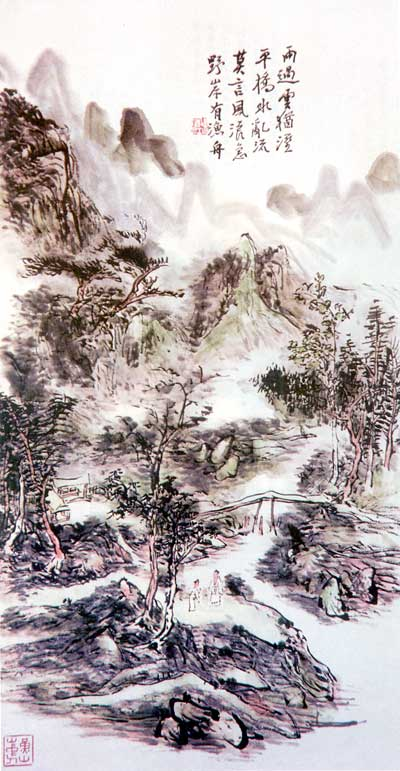
《雨过图》
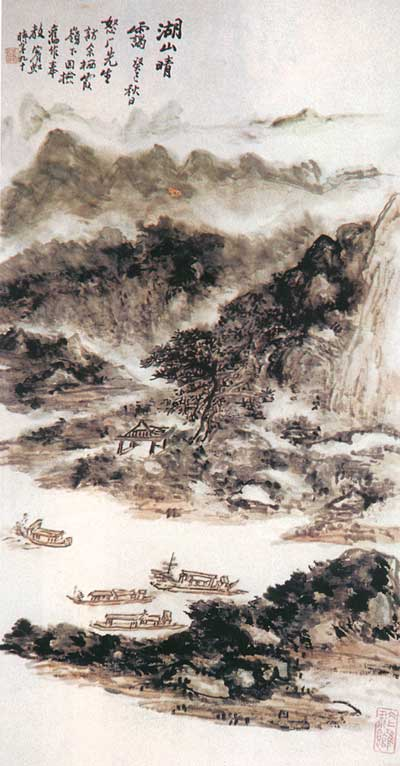
《湖山晴霭图》
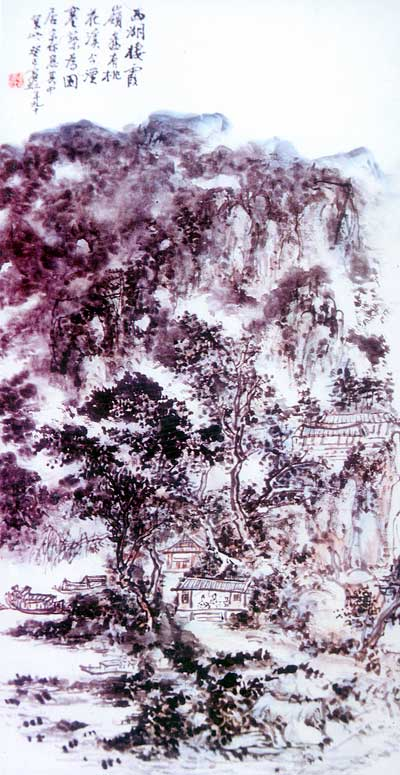
《西湖栖霞图》
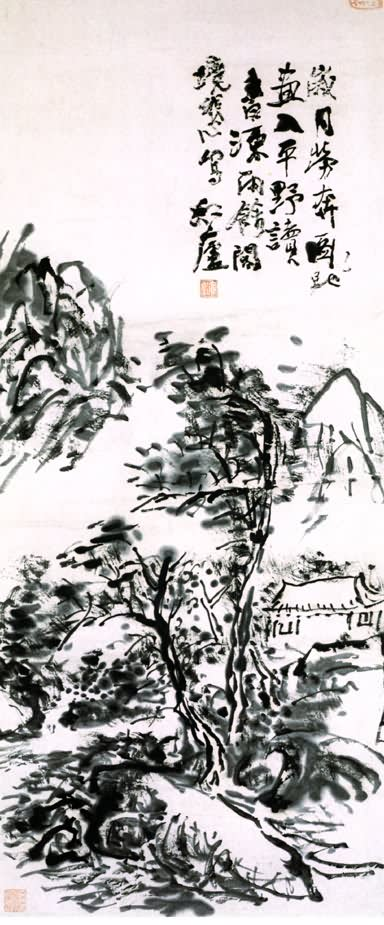
《岁月劳奔图》